# Lozița, Plevna
Lozița (în bulgară Лозица) este un sat în comuna Nikopol, regiunea Plevna,  Bulgaria. 

## Demografie
Componența etnică a satului Lozița
     Bulgari (99,24%)
     Nicio identificare (0,75%)
     Altele (0%)
La recensământul din 2011, populația satului Lozița era de 264 locuitori. Din punct de vedere etnic, majoritatea locuitorilor (99,24%) erau bulgari. Pentru 0,75% din locuitori nu este cunoscută apartenența etnică.